# Terebratella dorsata
Terebratella dorsata är en armfotingsart som först beskrevs av Gmelin 1790.  Terebratella dorsata ingår i släktet Terebratella och familjen Terebratellidae. Inga underarter finns listade i Catalogue of Life.